# Sumurkondang (Karangwareng)
Sumurkondang is een bestuurslaag in het regentschap Cirebon van de provincie West-Java, Indonesië. Sumurkondang telt 1801 inwoners (volkstelling 2010).